# Florentina Büttner
Florentina Büttner (* 7. September 1988 in Nürnberg) ist eine deutsche Volleyball- und Beachvolleyball-Spielerin.

## Karriere Halle
Büttner begann ihre Karriere als Sechsjährige beim TV Altdorf. Mit zwölf Jahren wechselte sie zum VfL Nürnberg, bei dem sie 13 Jahre lang aktiv war, davon von 2004 bis 2012 in der 2. Bundesliga. 2013/14 spielte die Außenangreiferin beim Erstligisten Köpenicker SC. Nach einem kurzen Intermezzo beim MTV 48 Hildesheim spielte Büttner 2015 bei ihrem Heimatverein TV Altdorf und 2016 für den Zweitligisten AllgäuStrom Volleys Sonthofen.

## Karriere Beach
Ihre ersten Turniere im Sand absolvierte Büttner 2003 mit Ulrike Herfurth. Danach spielte sie sehr erfolgreich an der Seite von Julia Sude, mit der sie im selben Jahr U18-Vizeeuropameisterin wurde. 2004 wurden Büttner/Sude erneut U18-Vizeeuropameister, gewannen als jüngste Spielerinnen aller Zeiten den Renault Beach Cup in Frankfurt, belegten Platz neun bei der deutschen Meisterschaft und gewannen Bronze bei der U18-Weltmeisterschaft. 2005 wurde Büttner mit Julia Sude erneut Dritte bei der U18-WM, bevor sie mit Susanna Wigger zum dritten Mal U18-Vizeeuropameisterin wurde. In den Folgejahren spielte Büttner nur noch sporadisch mit Sabrina Hänsel und Svenja Engelhardt. 2013 gelang ihr ein Comeback an der Seite von Natascha Niemczyk. Nach zahlreichen Top-Ten-Platzierungen auf der deutschen Smart Beach Tour (u. a. ein Turniersieg in Köln) erreichten Büttner/Niemczyk Platz neun bei der Deutschen Meisterschaft 2013 in Timmendorfer Strand. Von Ende 2014 bis 2016 spielte Büttner zusammen mit Valeria Fedosova, mit der sie bei der Deutschen Meisterschaft 2015 erneut den neunten Platz belegte.